# Sainte-Anne-de-la-Pocatière
Sainte-Anne-de-la-Pocatière è un comune canadese nella regione québecchese di Bas-Saint-Laurent; ha lo status di municipalità parrocchiale e appartiene alla municipalità regionale di contea di Kamouraska.
Nel 2006 contava 1.874 abitanti.